# والتر بلونت، نخستین بارون مانتجوی
والتر بلونت، نخستین بارون مانتجوی (انگلیسی: Walter Blount, 1st Baron Mountjoy; ۱ ژانویهٔ ۱۴۱۶ – ۱ اوت ۱۴۷۴) سیاستمدار اهل پادشاهی انگلستان بود. وی همچنین مفتخر به دریافت نشان بند جوراب شده است.